# Feist
Leslie Feist (Amherst, Nueva Escocia, Canadá, 13 de febrero de 1976), cuyo nombre artístico es Feist, es una cantautora canadiense nominada a los Premios Grammy. También perteneció al grupo de música indie Broken Social Scene.

## Biografía

### Primeros años
Los padres de Feist eran artistas. Su padre, Harold Feist, fue un pintor de expresionismo abstracto y profesor en el Alberta College of Art and Design y Mount Allison University, y su madre estudió cerámica. Su primer hijo, Ben, en la actualidad es ingeniero de software en Toronto. La familia se mudó a las provincias marítimas de Canadá, y Leslie Feist nació en Amherst, Nueva Escocia. Sus padres se divorciaron justo después, y Leslie, Ben y su madre se trasladaron a Regina, Saskatchewan, donde vivieron con sus abuelos, y más tarde a Calgary, Alberta. Su mayor aspiración era la de escribir, pero pasó la mayor parte de su infancia cantando en coros. A la edad de doce años, Feist actuó junto con 1.000 bailarines en la ceremonia de apertura de las Olimpiadas de invierno de Calgary. También tiene dos hermanastros, Emily y Jackson, fruto del segundo matrimonio de su padre.

### Inicios
En 1991, a la edad de 15 años, Feist emprendió su carrera musical cuando creó una banda de punk llamada Placebo (no se debe confundir con la banda británica Placebo), en la que era la cantante principal. La banda ganó el concurso local, "Battle of Bands", donde fueron galardonados con la actuación de inauguración del "Festival Infest" en 1993, y en la que actuaron junto con Ramones. En dicho concierto conoció a Brendan Canning y a Kevin Drew (su actual pareja), con los que formó Broken Social Scene diez años más tarde.
En 1995, Feist se vio obligada a tomarse un tiempo de descanso para recuperarse de un problema de las cuerdas vocales. Se mudó de Calgary a Toronto en 1996 y comenzó clases de guitarra. En 1998, fue la guitarrista rítmica para la banda By Divine Right con los que se fue de gira hasta 2000.
En 1999 también lanzó su álbum de debut en solitario, Monarch (Lay Your Jewelled Head Down), que fue producido por Dan Kurtz, quién más tarde formó Dragonette. En esta época tocaba una guitarra JK Ledo beige de los 70, a la que le puso el nombre de "Smoker's Tooth" (Diente de fumador) debido a su tono descolorido, y que fue robada en un concierto en Kalamazoo, Míchigan, en 2000.
En 1999, Feist se mudó a la casa de una amiga, Merrill Nisker, que empezó a tocar música electro-punk con el nombre de Peaches. Feist trabajó entre bastidores en los conciertos de Peaches, en los que usaba una marioneta a la cual llamaba "Bitch Lap Lap". Asimismo, Feist apareció como vocalista invitada en The Teaches of Peaches. También, conoció el músico José González con quien colaboró durante largo tiempo.

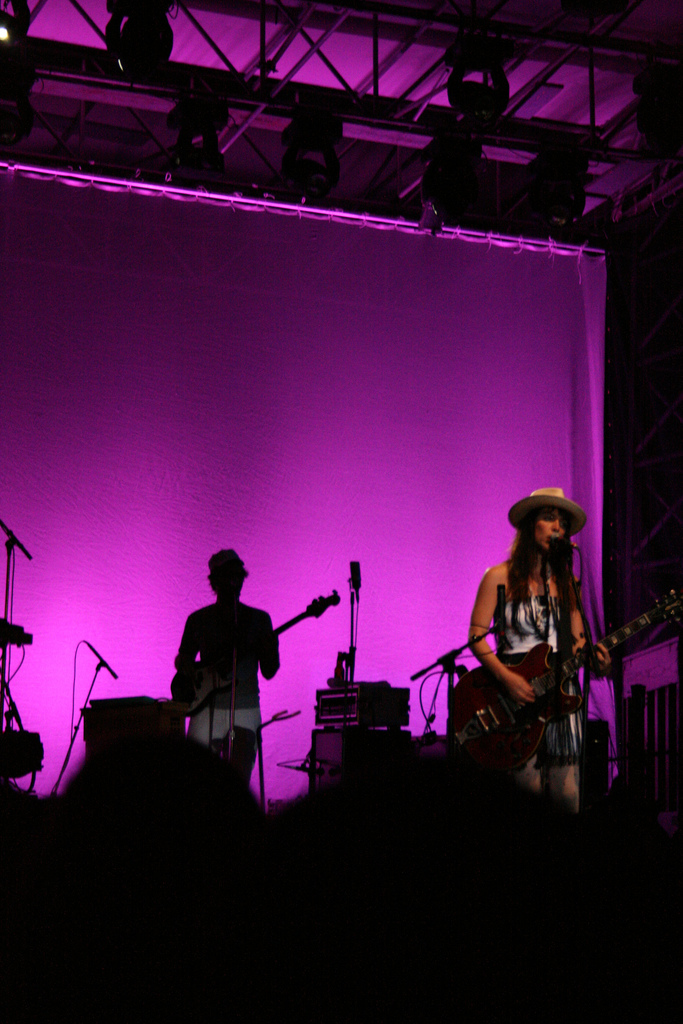
Feist interpretando en vivo en el Festival d'été de Québec 2008 (Quebec, Quebec, Canadá).

### Let It Die
En el verano de 2001, Feist autoprodujo siete canciones en su casa que tituló The Red Demos y que nunca han sido comercializadas. Se pasó más de dos años dando giras por Europa con José González y ese mismo año, ella y un grupo de antiguos amigos formaron el popular grupo de indie-rock de Toronto Broken Social Scene y, posteriormente, grabaron You Forgot It in People. Mientras estaba de gira con González, empezaron a grabar nuevas versiones de su álbum casero Red Demos, lo que más tarde se convertiría en primer álbum con una discográfica importante, Let It Die, donde se la empezó a conocer por su destreza como cantautora y por su innovación a la hora de interpretar canciones de otros artistas.
Después de grabar Let It Die, Feist se trasladó a París. En Europa, colaboró con el dueto noruego Kings of Convenience como coautora y vocalista invitada en su álbum Riot on an Empty Street, además de escribir y cantar "The Simple Story" junto con Jane Birkin en su álbum Rendezvous.

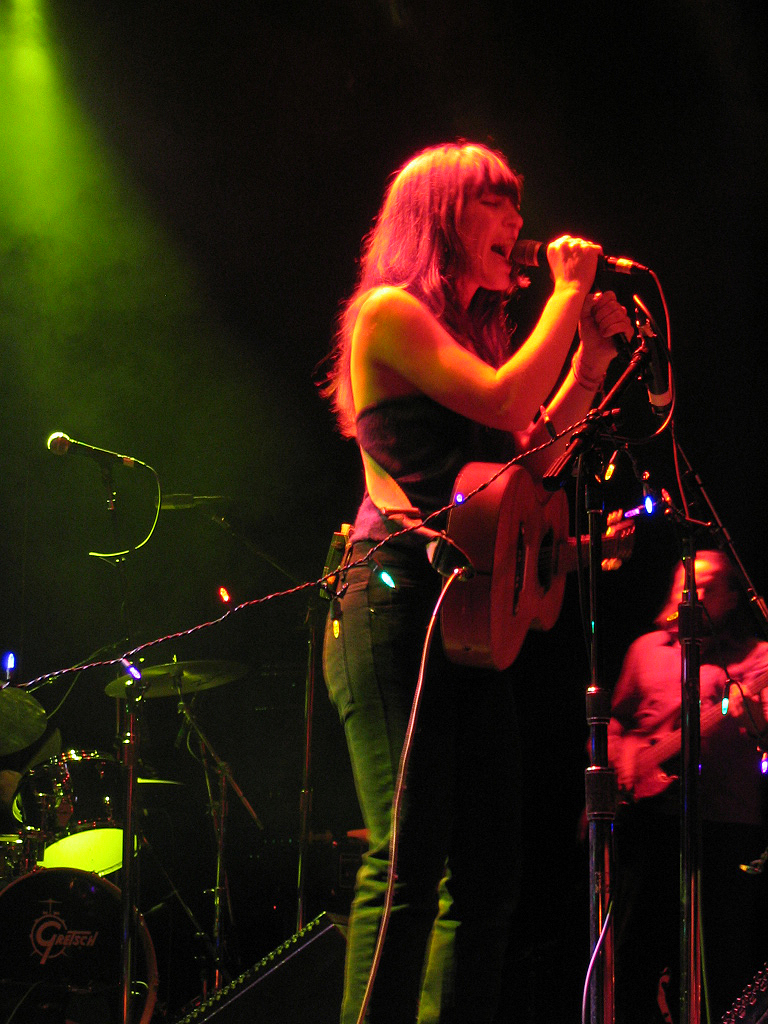

Feist dio giras desde 2004 hasta 2006 por Norteamérica, Europa, Asia y Australia. En Canadá, ganó dos galardones "Juno" a la "mejor artista revelación" y al "mejor álbum de rock alternativo" en 2004. Las ventas de Let It Die alcanzaron 500.000 copias a nivel internacional, por lo que se le galardonó con un disco de plátino en Canadá y otro de oro en Francia.
En 2005, Feist participó en la canción benéfica de UNICEF "Do They Know It's Hallowe'en?" (¿Saben que es Halloween?).
A principios de 2006, Feist volvió a Europa para grabar en los estudios LaFrette una segunda parte de Let It Die con José González, Mocky, Jamie Lidell y Renaud Letang, además de los integrantes del grupo, Bryden Baird, Jesse Baird, Julian Brown (de Apostle of Hustle), y Afie Jurvanen (de Paso Mino). En abril de 2006, lanzó un álbum de mezclas y colaboraciones con el título Open Season.

### The Reminder
El tercer álbum solitario de Feist, The Reminder, fue lanzado en Europa el 23 de abril de 2007 y en mayo del mismo año, en Canadá, EE. UU. y el resto del mundo. A partir de ahí, emprendió una gira mundial para promocionar el álbum, el cual incluye "1234", una canción compuesta junto con Sally Seltmann, de New Buffalo, que se convirtió en éxito de listas después de aparecer en un anuncio para el iPod nano, posicionándose en el octavo puesto en EE. UU., un logro extraordinario para la música indie y sobre todo después de estar en la lista "Top Ten" de descargas. El éxito de Feist se ha visto reconocido por varios medios de comunicación y concretamente apareció en la portada de la sección de arte del New York Times en junio de 2007.

#### "1234"
Antes del spot publicitario del iPod Nano de Apple, The Reminder vendió cerca de 6.000 copias por semana, y "1234" alcanzó unas 2.000 descargas por semana. Después del anuncio, la canción se descargó un total de 73.000 veces y obtuvo el séptimo puesto en la lista "Hot Digital Songs" y el puesto número 28 en la lista "Billboard Hot 100". The Reminder saltó del puesto número 36 al 28 de la lista "Billboard 200", con un total de 19.000 copias vendidas.

### 2023: Multitudes
El 15 de febrero de 2023, anunció su nuevo álbum de estudio, Multitudes, del cual lanzó tres canciones: “Love Who We Are Meant To”, “Hiding Out In The Open” e “In Lighting”.

## Nuevo álbum (próximamente)
Una de sus últimas colaboraciones ha sido con Wilco, el grupo de Chicago que lanza el próximo 30 de junio su último disco de estudio 'Wilco (The Album)', en donde Feist canta a dúo con su vocalista Jeff Tweedy el tema 'You and I'. En la publicación en línea Billboard.com habló sobre un posible nuevo álbum pero sin fecha confirmada mientras estaba de gira. En ella —la entrevista— habla de las canciones de Let it Die, álbum que por circunstancias terminó siendo «mitad originales, mitad versiones» y que canciones como Gatekeeper, Mushaboom o Let it Die siempre las cantó en directo haciendo que el próximo disco «[pienso que] tenga similitudes» con estas canciones.

## Discografía

### Álbumes de estudio
| Fecha de lanzamiento | Título       |
| -------------------- | ------------ |
| 1999                 | Monarch      |
| 2004                 | Let It Die   |
| 2006                 | Open Season  |
| 2007                 | The Reminder |
| 2011                 | Metals       |
| 2017 (28 de abril)   | Pleasure     |
| 2023                 | Multitudes   |